# Gelem, gelem
Gelem, gelem è una canzone scritta da Žarko Jovanović nel 1949, usata come inno del popolo Rom adottato ufficialmente dai delegati del primo Congresso Mondiale Rom svoltosi a Londra nel 1971. Il titolo è scritto anche in altre grafie ed è conosciuto anche con altri nomi, fra cui Opré Roma e Romale Shavale.

## Storia
In un'intervista al giornalista Mike Kalezić, lo stesso Jovanović ha intitolato la canzone Opre Roma .
È stato composto, nella sua forma ufficiale, dopo la fine della seconda guerra mondiale dal musicista Jarko Jovanović, che scrisse il testo in lingua romaní adattandolo ad una melodia tradizionale. Nel brano sono presenti riferimenti al Porajmos, lo sterminio di Rom e Sinti perpetrato dai nazisti, precisamente dagli Schutzstaffel, la  Legione Nera.

## Testo
| Gelem, gelem, lungone dromensa Maladilem bakhtale Romensa A Romale katar tumen aven, E tsarensa bahktale dromensa?                                                      | Sono andato, sono andato per lunghe strade Ho incontrato Roma felici Oh Rom, da dove vieni con le tende su queste strade felici?                                                          |  |  |
| | |  |  |
| A Romale, A Chavale | Oh Rom, oh fratello rom |  |  |
| Vi man sas ek bari familiya, Murdadas la e kali legiya Aven mansa sa lumniake Roma, Kai putaile e romane droma Ake vriama, usti Rom akana, Men khutasa misto kai kerasa | Una volta avevo una grande famiglia La Legione Nera li ha uccisi Venite con me Roma da tutto il mondo Per i Roma si sono aperte strade È il momento, alzatevi ora Saliremo alti se agiamo |  |  |
| | |  |  |
| A Romale, A Chavale | Oh Rom, oh fratello rom |  |  |
| | |  |  |

Altra versione (R. Malini)
| Gelem, gelem, lungone dromensa Maladilem bakhtale Romensa A Romale katar tumen aven, E tsarensa bahktale dromensa?                                                      | Camminando, camminando su lunghe strade Ho conosciuto Rom pieni di gioia O Rom, da dove venite Con le tende, su queste strade felici?                                                                                      |  |  |
| | |  |  |
| A Romale, A Chavale | Uomini Rom, giovani Rom! |  |  |
| Vi man sas ek bari familiya, Murdadas la e kali legiya Aven mansa sa lumniake Roma, Kai putaile e romane droma Ake vriama, usti Rom akana, Men khutasa misto kai kerasa | Un tempo avevo una famiglia numerosa Ma la Legione Nera l'ha sterminata Venite via con me, Rom di tutto il mondo Le strade si sono aperte per i Rom È giunta l'ora che vi alziate Possiamo salire in alto, se siamo uniti! |  |  |
| | |  |  |
| A Romale, A Chavale | Uomini Rom, giovani Rom! |  |  |
| | |  |  |

## In altre lingue
- Gyelem, Gyelem (ortografia ungherese)
- Jelem, Jelem
- Dzelem, Dzelem
- Dželem, Dželem (ortografia alternativa croata e latina serbo-bosniaca)
- Đelem, Đelem (ortografia croata e latina serbo-bosniaca)
- Djelem, Djelem (ortografia tedesca e francese)
- Ђелем, Ђелем (ortografia cirillica serbo-bosniaca)
- Ѓелем, Ѓелем (ortografia slavo-macedone)
- Џелем, Џелем (ortografia alternativa cirillico bosniaca)
- Джелем, джелем (ortografia russa, ucraina e bulgara)
- Opré Roma
- Romale Shavale

## Testi alternativi
Esistono molte versioni di "Gelem, Gelem", in particolare quelle tradotte da Ronald Lee